# Hermann Schwab (Journalist)
Hermann Schwab (geboren 7. April 1879 in Frankfurt am Main; gestorben 1. Juli 1962 in London) war ein deutscher Journalist und Begründer des Mitteldeutschen Presse- und Bilderdienstes. „Zweimal baute sich Schwab eine aussichtsreiche Pressekorrespondenz bzw. einen Bilderdienst aus kleinsten Anfängen auf, erst zerstörte ihm Hitlers Machtergreifung, dann Englands Eintritt in den Zweiten Weltkrieg das mühsam Aufgebaute.“ (Guy Stern, 2000)

## Leben
Erst im reiferen Alter von 46 Jahren begann Hermann Schwab seine Karriere in der Journalistik. Auslöser war die durch die Deflation bedingte Schwächung der Halberstädter Metallhandelsfirma Aron Hirsch & Söhne, die deren Verlegung nach Berlin zur Folge hatte.
Hermann Schwab war inzwischen in Halberstadt verwurzelt und entschied sich deshalb gegen einen Umzug nach Berlin. Da Schwab schon als Lehrling begonnen hatte, für Zeitungen zu schreiben und auch während seiner Tätigkeit bei der Firma Hirsch als Theaterrezensent u. a. für die renommierte Frankfurter Zeitung tätig war, wagte er die Gründung des Mitteldeutschen Presse- und Bilderdienstes. Seine Artikel waren populär und deshalb verfasste er auf Drängen des Stadtrates einen literarisch-kulturellen Halberstädter Reiseführer, der es auf eine Auflage von 30.000 Exemplaren brachte. "Glücklich das Halberstadt, das solchen Führer hat", hieß es in einer im Gleimhaus vorgetragenen Laudatio auf Hermann Schwab.
Bald nach seiner Gründung erhielt Schwabs Pressedienst einen buchstäblich raketenhaften Auftrieb. In der Nähe von Blankenburg sollte das erste Raketenauto vorgeführt werden. Spektakulär durchlief das Vehikel seine Schienenbahn, explodierte aber dann und löste sich in seine Bestandteile auf. Schwab eilte zur Post und berichtete telefonisch an die Hauptorgane des deutschen Blätterwalds. Als er sich einige Wochen später bei den führenden Zeitungsverlegern in Berlin vorstellte und man in ihm den "Raketenautor" erkannte, wurden sowohl der Ullstein Verlag wie auch Mosse Abnehmer seines Pressedienstes. Er verstärkte seine Verbindungen zur Auslandspresse, etwa zu AP in Berlin, zu Reuters sowie zu Schweizer und Londoner Blättern.
Im Januar 1934 erhielt Schwab Berufsverbot, im März reiste Schwab nach London aus. Dort im Exil verfasste er ein Tagebuch, in dem er rückblickend seine Erfahrungen im Jahr 1933 in Halberstadt schilderte.
Im englischen Exil führte Schwab seine journalistische Tätigkeit fort und begann gleich wieder mit dem Aufbau eines Pressedienstes. Es gelang ihm 58 Zeitungen und Zeitschriften als Abnehmer zu gewinnen, vom Londoner Daily Telegraph bis zu Fachzeitschriften. Allerdings musste sich Schwab in der Regel mit kleineren Aufträgen begnügen. Die journalistische Arbeit begleitete Schwab bis ins hohe Alter, sein Pressedienst jedoch führte seit Ausbruch des Weltkriegs nur noch ein Schattendasein. Der Enthusiasmus und die Freude mit denen Schwab über seine Wahlheimat Halberstadt und den Harz berichtet hatte, waren in England einem angemessenen Ernst und Wertschätzung seines Asyllandes gewichen.

## Schriften (Auswahl)
- Kinderträume : ein Märchenbuch f. jüd. Kinder von 6-9 Jahren, Frankfurt, 1911